# Nagroda British Academy Games Awards za najlepszą grę
Nagroda British Academy Games Awards za najlepszą grę – nagroda przyznawana przez Brytyjską Akademię Sztuk Filmowych i Telewizyjnych. Jest przyznawana za najlepszą grę roku dowolnego gatunku i na dowolną platformę. Pierwsza ceremonia wręczenia nagród British Academy Games Awards miała miejsce w 2004. Nagrodę zdobyły wtedy Call of Duty, Infinity Ward i Activision. Oryginalnie, w 2004 roku, nagroda nazywała się Game of the Year – The Year’s Best Game (en. Gra roku – Najlepsza gra roku).

## Zwycięzcy i nominowani
|  | Zwycięstwo |
|  | Nominacja  |

| Rok          | Gra                                                    | Producent                                                                 | Wydawca                                                   |
| ------------ | ------------------------------------------------------ | ------------------------------------------------------------------------- | --------------------------------------------------------- |
| 2002/03 (1.) | Call of Duty                                           | Infinity Ward                                                             | Activision                                                |
| 2003/04 (2.) | Half-Life 2                                            | Valve Corporation                                                         | Valve Corporation, Sierra Entertainment                   |
| 2003/04 (2.) | FIFA Football 2005                                     | EA Canada                                                                 | Electronic Arts                                           |
| 2003/04 (2.) | Football Manager 2005                                  | Sports Interactive                                                        | Sega                                                      |
| 2003/04 (2.) | Grand Theft Auto: San Andreas                          | Rockstar North                                                            | Rockstar Games                                            |
| 2003/04 (2.) | Halo 2                                                 | Bungie                                                                    | Microsoft Game Studios                                    |
| 2003/04 (2.) | Pro Evolution Soccer 4                                 | Konami Computer Entertainment Tokyo                                       | Konami                                                    |
| 2005/06 (3.) | Tom Clancy’s Ghost Recon Advanced Warfighter           | Ubisoft Paris, Red Storm Entertainment, Ubisoft Shanghai, Darkworks, Grin | Ubisoft                                                   |
| 2005/06 (3.) | Black                                                  | Criterion Games                                                           | Electronic Arts                                           |
| 2005/06 (3.) | Dr. Kawashima’s Brain Training: How Old Is Your Brain? | Nintendo SPD                                                              | Nintendo                                                  |
| 2005/06 (3.) | Guitar Hero                                            | Harmonix                                                                  | RedOctane                                                 |
| 2005/06 (3.) | Hitman: Krwawa forsa                                   | IO Interactive                                                            | Eidos Interactive                                         |
| 2005/06 (3.) | Lego Star Wars II: The Original Trilogy                | Traveller’s Tales                                                         | LucasArts                                                 |
| 2006/07 (4.) | BioShock                                               | 2K Boston, 2K Australia                                                   | 2K Games                                                  |
| 2006/07 (4.) | Crysis                                                 | Crytek Frankfurt                                                          | Electronic Arts                                           |
| 2006/07 (4.) | Gears of War                                           | Epic Games                                                                | Microsoft Game Studios                                    |
| 2006/07 (4.) | Guitar Hero II                                         | Harmonix                                                                  | Activision                                                |
| 2006/07 (4.) | Kane & Lynch: Dead Men                                 | IO Interactive                                                            | Eidos Interactive                                         |
| 2006/07 (4.) | Wii Sports                                             | Nintendo EAD                                                              | Nintendo                                                  |
| 2007/08 (5.) | Super Mario Galaxy                                     | Nintendo EAD Tokyo                                                        | Nintendo                                                  |
| 2007/08 (5.) | Call of Duty 4: Modern Warfare                         | Infinity Ward                                                             | Activision                                                |
| 2007/08 (5.) | Fallout 3                                              | Bethesda Game Studios                                                     | Bethesda Softworks                                        |
| 2007/08 (5.) | Fable II                                               | Lionhead Studios                                                          | Microsoft Game Studios                                    |
| 2007/08 (5.) | Grand Theft Auto IV                                    | Rockstar North                                                            | Rockstar Games                                            |
| 2007/08 (5.) | Rock Band                                              | Harmonix, Pi Studios                                                      | MTV Games, Electronic Arts                                |
| 2009 (6.)    | Batman: Arkham Asylum                                  | Rocksteady Studios                                                        | Eidos Interactive, Warner Bros. Interactive Entertainment |
| 2009 (6.)    | Assassin’s Creed II                                    | Ubisoft Montreal                                                          | Ubisoft                                                   |
| 2009 (6.)    | Call of Duty: Modern Warfare 2                         | Infinity Ward                                                             | Activision                                                |
| 2009 (6.)    | FIFA 10                                                | EA Canada, HB Studios, Sumo Digital, Exient Entertainment                 | Electronic Arts                                           |
| 2009 (6.)    | Left 4 Dead 2                                          | Valve Corporation                                                         | Valve Corporation                                         |
| 2009 (6.)    | Uncharted 2: Pośród złodziei                           | Naughty Dog                                                               | Sony Computer Entertainment                               |
| 2010 (7.)    | Mass Effect 2                                          | BioWare                                                                   | Electronic Arts                                           |
| 2010 (7.)    | Assassin’s Creed: Brotherhood                          | Ubisoft Montreal                                                          | Ubisoft                                                   |
| 2010 (7.)    | FIFA 11                                                | EA Canada, HB Studios, Exient Entertainment                               | Electronic Arts                                           |
| 2010 (7.)    | Heavy Rain                                             | Quantic Dream                                                             | Sony Computer Entertainment                               |
| 2010 (7.)    | Limbo                                                  | Playdead                                                                  | Microsoft Studios                                         |
| 2010 (7.)    | Super Mario Galaxy 2                                   | Nintendo EAD Tokyo                                                        | Nintendo                                                  |
| 2011 (8.)    | Portal 2                                               | Valve Corporation                                                         | Valve Corporation                                         |
| 2011 (8.)    | Batman: Arkham City                                    | Rocksteady Studios                                                        | Warner Bros. Interactive Entertainment                    |
| 2011 (8.)    | FIFA 12                                                | EA Canada                                                                 | Electronic Arts                                           |
| 2011 (8.)    | L.A. Noire                                             | Team Bondi                                                                | Rockstar Games                                            |
| 2011 (8.)    | The Elder Scrolls V: Skyrim                            | Bethesda Game Studios                                                     | Bethesda Softworks                                        |
| 2011 (8.)    | The Legend of Zelda: Skyward Sword                     | Nintendo EAD                                                              | Nintendo                                                  |
| 2012 (9.)    | Dishonored                                             | Arkane Studios                                                            | Bethesda Softworks                                        |
| 2012 (9.)    | Far Cry 3                                              | Ubisoft Montreal                                                          | Ubisoft                                                   |
| 2012 (9.)    | FIFA 13                                                | EA Canada                                                                 | Electronic Arts                                           |
| 2012 (9.)    | Podróż                                                 | Thatgamecompany                                                           | Sony Computer Entertainment                               |
| 2012 (9.)    | Mass Effect 3                                          | BioWare, Straight Right                                                   | Electronic Arts                                           |
| 2012 (9.)    | The Walking Dead                                       | Telltale Games                                                            | Telltale Games                                            |
| 2013 (10.)   | The Last of Us                                         | Naughty Dog                                                               | Sony Computer Entertainment                               |
| 2013 (10.)   | Assassin’s Creed IV: Black Flag                        | Ubisoft Montreal                                                          | Ubisoft                                                   |
| 2013 (10.)   | Grand Theft Auto V                                     | Rockstar North                                                            | Rockstar Games                                            |
| 2013 (10.)   | Papers, Please                                         | 3909                                                                      | 3909                                                      |
| 2013 (10.)   | Super Mario 3D World                                   | Nintendo EAD Tokyo, 1-UP Studio                                           | Nintendo                                                  |
| 2013 (10.)   | Tearaway                                               | Media Molecule                                                            | Sony Computer Entertainment                               |
| 2014 (11.)   | Destiny                                                | Bungie                                                                    | Activision                                                |
| 2014 (11.)   | Obcy: Izolacja                                         | The Creative Assembly                                                     | Sega                                                      |
| 2014 (11.)   | Dragon Age: Inkwizycja                                 | BioWare                                                                   | Electronic Arts                                           |
| 2014 (11.)   | Mario Kart 8                                           | Nintendo EAD                                                              | Nintendo                                                  |
| 2014 (11.)   | Śródziemie: Cień Mordoru                               | Monolith Productions, Behaviour Interactive                               | Warner Bros. Interactive Entertainment                    |
| 2014 (11.)   | Monument Valley                                        | ustwo Games                                                               | ustwo Studio                                              |

## Wielokrotni zwycięzcy i nominowani

### Producenci
Następujący producenci zdobyli dwie lub więcej nagród:
| Zwycięstwa | Producent         |
| ---------- | ----------------- |
| 2          | Valve Corporation |

Następujący producenci otrzymali trzy lub więcej nominacji:
| Nominacje | Producent         |
| --------- | ----------------- |
| 6         | Nintendo EAD      |
| 5         | EA Canada         |
| 4         | Ubisoft Montreal  |
| 3         | BioWare           |
| 3         | Harmonix          |
| 3         | Infinity Ward     |
| 3         | Rockstar North    |
| 3         | Valve Corporation |

### Wydawcy
Następujący wydawcy otrzymali dwie lub więcej nagród:
| Zwycięstwa | Wydawca           |
| ---------- | ----------------- |
| 2          | Activision        |
| 2          | Valve Corporation |

Następujący wydawcy otrzymali cztery lub więcej nominacji:
| Nominacje | Wydawca                     |
| --------- | --------------------------- |
| 11        | Electronic Arts             |
| 7         | Nintendo                    |
| 5         | Activision                  |
| 5         | Sony Computer Entertainment |
| 5         | Ubisoft                     |
| 4         | Microsoft Studios           |
| 4         | Rockstar Games              |